# Peer Meter
Peer Meter (né en 1956) est écrivain allemand surtout connu comme scénariste de bande dessinée.

## Publications en français
- L'Empoisonneuse (avec Barbara Yelin), Actes Sud, coll. « Actes Sud - L'an 2 », 2010  (ISBN 978-2-7427-8961-0).
- Haarmann, le boucher de Hanovre (avec Isabel Kreitz), Casterman, coll. « Écritures », 2011  (ISBN 978-2-203-03882-0). Inspiré de l'histoire du tueur en série Fritz Haarmann.

## Distinction
- 2011 : prix Peng ! de la meilleure bande dessinée allemande pour Haarmann, le boucher de Hanovre (avec Isabel Kreitz)